# Кальваджезе-делла-Ривьера
Кальваджезе-делла-Ривьера (итал. Calvagese della Riviera, ломб. Calvagés / Calvazés) — коммуна в Италии, в провинции Брешиа области Ломбардия.
Население составляет 2522 человека, плотность населения составляет 229 чел./км². Занимает площадь 11 км². Почтовый индекс — 25080. Телефонный код — 030.
Покровителем коммуны почитается святой апостол Пётр, празднование 22 февраля.